# بمباردیه سی‌آرجی ۷۰۰/۹۰۰

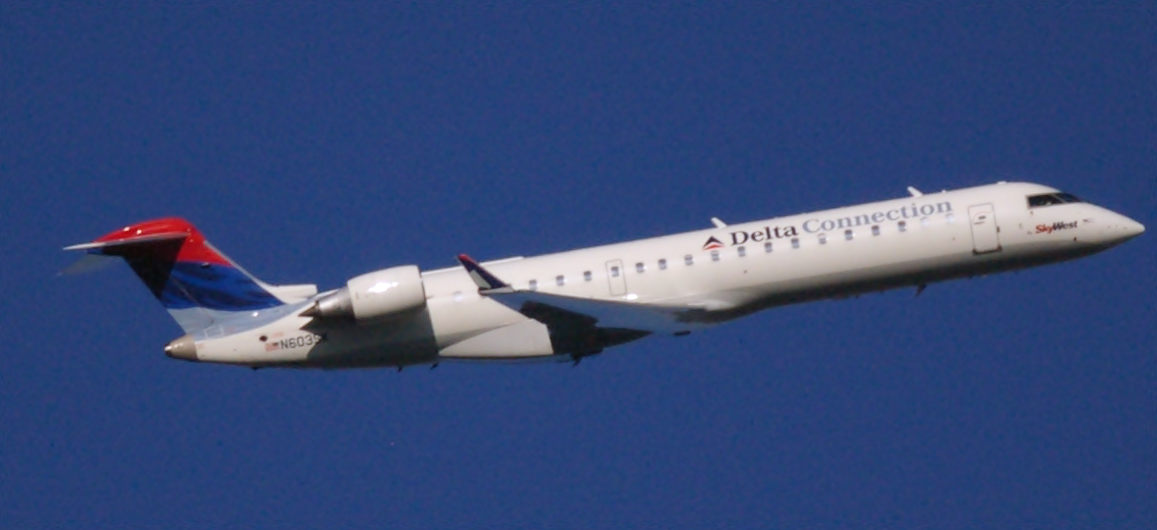
سی‌آرجی ۷۰۰ شرکت هواپیمایی دلتا.

بمباردیه سی‌آرجی ۷۰۰/۹۰۰/۱۰۰۰ Bombardier CRJ700/900/1000 خانواده‌ای از هواپیماهای نسبتاً کوچک مسافربری ساخت کشور کانادا هستند که توسط شرکت هوافضای بمباردیه این کشور تولید می‌شوند. نخستین پرواز بمباردیه سی‌آرجی ۷۰۰/۹۰۰/۱۰۰۰ در ۲۱ فوریه ۲۰۰۱ صورت گرفت. این هواپیماها از روی هواپیمای موفق سی‌آرجی ۲۰۰ ساخته شده‌اند.

## مشخصات
بمباردیه سی‌آرجی ۷۰۰ دارای دو موتور توربوفن است. دو موتور در انتهای بدنه و در دو سوی بدنه قرار گرفته‌اند.
- فاصله نوک دو بال: ۲۳٫۲ متر
- طول: ۳۲٫۵ متر
- ارتفاع: ۷٫۶ متر
- ظرفیت مسافر: ۷۸ نفر
- بیشینه سرعت: ۰٫۸۳ ماخ (۸۷۹ k/m)
- محدوده پرواز: ۳۶۷۴ کیلومتر

## مدل‌ها
- CRJ700 Series 701 مدل استاندارد با ۶۸ صندلی.
- CRJ700 Series 701 مدل دارای تعداد صندلی کمتر برای بازار آمریکا.
- CRJ700 ER مدل توسعه یافته با وزن و بُرد بیشتر.
- CRJ900 مدل دارای طول کمتر.
- CRJ900 ER مدل سنگین تر با برد بیشتر.
- CRJ900 LR مدل دوربُرد.

## سی‌آرجی ۷۰۰/۹۰۰ در ایران
- در نمایشگاه ماکس 2015 روسیه که مختص صنعت هوانوردی می‌باشد و هر ساله برگزار می‌شود گمانه زنی‌هایی از سوی مقامات ایرانی مبنی بر مذاکره برای خرید هواپیما از شرکت بمباردیه صورت گرفت که هنوز اصالت خبر آن در هاله ابهام قرار دارد.